# Peter Kerr, XII marchese di Lothian
Peter Francis Walter Kerr, XII marchese di Lothian (8 settembre 1922 – 11 ottobre 2004), è stato un politico scozzese.

## Biografia
Era il figlio del capitano Andrew Kerr, e di sua moglie, Marie Kerr. Entrambi i suoi genitori erano discendenti in linea maschile di William Kerr, V marchese di Lothian.
Frequentò il Ampleforth College e il Christ Church. Succedette a suo cugino, Philip Kerr, XI marchese di Lothian, nel 1940.

## Carriera
Lothian partecipò all'Inchiesta Wolfenden. Entrò a far parte della delegazione del Regno Unito per l'Assemblea generale delle Nazioni Unite durante la crisi di Suez nel 1956 e fu poi inviato come delegato al Consiglio d'Europa nel 1959. Ha servito come segretario privato parlamentare al Ministro degli Esteri, Lord Home, dal 1960, ed è stata anche un membro della Camera dei lord. 
È stato nominato come membro del Parlamento europeo nel 1973, quando il Regno Unito è entrato nel Comunità economica europea. Lord Lothian lasciò la politica nel 1977.

## Matrimonio
Sposò, il 30 aprile 1943, Antonella Newland (8 settembre 1922-6 gennaio 2007), figlia del maggiore generale Sir Foster Newland. Ebbero sei figli:
- Lady Mary Marianne Anne Kerr (20 marzo 1944), sposò Charles von Westenholz, ebbero tre figli;
- Michael Kerr, XIII marchese di Lothian (7 luglio 1945-2 ottobre 2024), sposò Jane Fitzalan-Howard, ebbero tre figlie;
- Lady Cecil Nennella Therese Kerr (22 aprile 1948), sposò Donald Cameron, ebbero quattro figli;
- Lady Claire Amabel Margaret Kerr (15 aprile 1951), sposò James FitzRoy, ebbero cinque figli;
- Lady Elizabeth Frances Marion Kerr (8 giugno 1954), sposò Richard Scott, X duca di Buccleuch, ebbero quattro figli;
- Ralph Kerr, XIV marchese di Lothian (7 novembre 1957), sposò Marie-Claire Black, ebbero sei figli.

## Ascendenza
|                                     |              |                                          | Genitori                                 |  |  | Nonni |  |  | Bisnonni                           |  |  | Trisnonni                            |  |
|                                     |              |                                          |                                          |  |  |       |  |  | John Kerr, VII marchese di Lothian |  |  | William Kerr, VI marchese di Lothian |  |
|                                     |              |                                          |                                          |  |  |       |  |  | John Kerr, VII marchese di Lothian |  |  | William Kerr, VI marchese di Lothian |  |
|                                     |              | Harriet Hobart                           |                                          |  |  |       |  |  | John Kerr, VII marchese di Lothian |  |  |                                      |  |
| Walter Kerr                         |              |                                          |                                          |  |  |       |  |  | John Kerr, VII marchese di Lothian |  |  |                                      |  |
|                                     |              | Cecil Chetwynd-Talbot                    | Charles Chetwynd-Talbot, II conte Talbot |  |  |       |  |  |                                    |  |  |                                      |  |
|                                     |              | Cecil Chetwynd-Talbot                    | Charles Chetwynd-Talbot, II conte Talbot |  |  |       |  |  |                                    |  |  |                                      |  |
|                                     |              | Cecil Chetwynd-Talbot                    | Frances Lambart                          |  |  |       |  |  |                                    |  |  |                                      |  |
| Andrew Kerr                         |              | Cecil Chetwynd-Talbot                    |                                          |  |  |       |  |  |                                    |  |  |                                      |  |
|                                     |              | George Clavering-Cowper, VI conte Cowper | Peter Clavering-Cowper, V conte Cowper   |  |  |       |  |  |                                    |  |  |                                      |  |
|                                     |              | George Clavering-Cowper, VI conte Cowper | Peter Clavering-Cowper, V conte Cowper   |  |  |       |  |  |                                    |  |  |                                      |  |
|                                     |              | George Clavering-Cowper, VI conte Cowper | Emily Lamb                               |  |  |       |  |  |                                    |  |  |                                      |  |
| Amabel Clavering-Cowper             |              | George Clavering-Cowper, VI conte Cowper |                                          |  |  |       |  |  |                                    |  |  |                                      |  |
|                                     |              | Anne Florence de Grey                    | Thomas de Grey, II conte de Grey         |  |  |       |  |  |                                    |  |  |                                      |  |
|                                     |              | Anne Florence de Grey                    | Thomas de Grey, II conte de Grey         |  |  |       |  |  |                                    |  |  |                                      |  |
|                                     |              | Anne Florence de Grey                    | Henrietta Frances Cole                   |  |  |       |  |  |                                    |  |  |                                      |  |
| Peter Kerr, XII marchese di Lothian |              | Anne Florence de Grey                    |                                          |  |  |       |  |  |                                    |  |  |                                      |  |
|                                     | William Kerr | Robert Kerr                              |                                          |  |  |       |  |  |                                    |  |  |                                      |  |
|                                     | William Kerr | Robert Kerr                              |                                          |  |  |       |  |  |                                    |  |  |                                      |  |
|                                     | William Kerr | Mary Gilbert                             |                                          |  |  |       |  |  |                                    |  |  |                                      |  |
| William Kerr                        | William Kerr |                                          |                                          |  |  |       |  |  |                                    |  |  |                                      |  |
|                                     |              | Mary Rouet Wilson                        | James Wilson                             |  |  |       |  |  |                                    |  |  |                                      |  |
|                                     |              | Mary Rouet Wilson                        | James Wilson                             |  |  |       |  |  |                                    |  |  |                                      |  |
|                                     |              | Mary Rouet Wilson                        | James Wilson                             |  |  |       |  |  |                                    |  |  |                                      |  |
| Marie Kerr                          |              | Mary Rouet Wilson                        |                                          |  |  |       |  |  |                                    |  |  |                                      |  |
|                                     |              | James Jackson Jarves                     | …                                        |  |  |       |  |  |                                    |  |  |                                      |  |
|                                     |              | James Jackson Jarves                     | …                                        |  |  |       |  |  |                                    |  |  |                                      |  |
|                                     |              | James Jackson Jarves                     | …                                        |  |  |       |  |  |                                    |  |  |                                      |  |
| Annabel Jarves                      |              | James Jackson Jarves                     |                                          |  |  |       |  |  |                                    |  |  |                                      |  |
|                                     |              | Isabella Kast Hayden                     | …                                        |  |  |       |  |  |                                    |  |  |                                      |  |
|                                     |              | Isabella Kast Hayden                     | …                                        |  |  |       |  |  |                                    |  |  |                                      |  |
|                                     |              | Isabella Kast Hayden                     | …                                        |  |  |       |  |  |                                    |  |  |                                      |  |
|                                     |              | Isabella Kast Hayden                     |                                          |  |  |       |  |  |                                    |  |  |                                      |  |